# Jane Mansbridge
Jane Jebb Mansbridge, född 19 november 1939 i New York i USA, är en amerikansk statsvetare.  
Jane Mansbridge utbildade sig på Wellesley College i Boston med en kandidatexamen 1961 och på Harvard University med en magisterexamen i historia 1966. Hon disputerade i statskunskap på Harvard University 1971. Hon har undervisat på University of Chicago 1973–1980 och Northwestern University i Chicago 1980–1996. Hon blev 1996 professor vid John F. Kennedy School of Government vid Harvard University. 
Hon har bland annat arbetat med skillnaden mellan konflikt- och samförståndsdemokrati och forskat om direktdemokrati och betydelsen av det politiska samtalet. 
Hon erhöll 2018 Skytteanska priset med motiveringen ”med skarpsinne, djupt engagemang och feministisk teori ha utvecklat förståelsen av demokrati i dess direkta och representativa form”.